# Hans Walter Clasen

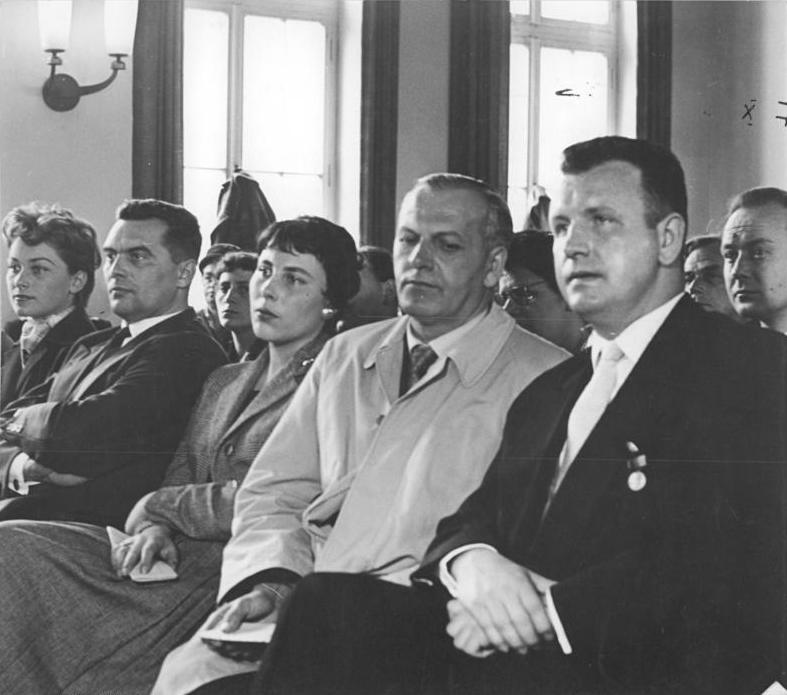
(Von links) Christel Laszar, Hans Walter Clasen, Giesela Clasen, Koll. Ratzke (Kreisausschuss für Jugendweihe) und Günter Simon (1958)

Walter Hans Clasen (* 30. April 1923 in Unkel, Kreis Neuwied; † 24. September 1979 in Berlin-Spandau) war ein deutscher Schauspieler bei Bühne, Film und Fernsehen.

## Leben und Wirken
Der Vater zweier Töchter erhielt seine Schauspielausbildung in Düsseldorf und war 1947 an der Gründung des politischen Kabaretts Kom(m)ödchen beteiligt. Später sah man Clasen an Bühnen in Stuttgart, Frankfurt am Main und Hamburg. Seit 1955 stand er regelmäßig vor Fernsehkameras und wirkte mit kleinen Rollen in einer Fülle von Produktionen mit, zu Beginn der 1970er Jahre auch in einigen Softsexfilmchen. Clasen hat auch häufig als Synchronsprecher gearbeitet, so bei zahlreichen Italo-Western der 1960er und 1970er Jahre, bei den deutschen Karl-May-Filmen Der Schatz im Silbersee, Old Shatterhand, Winnetou 2. Teil und Winnetou und Shatterhand im Tal der Toten sowie bei Harald Reinls Nibelungen-Zweiteiler. Nebenbei spielte er weiterhin Theater, so war er etwa in den 1970er Jahren Ensemblemitglied des Berliner Hebbel-Theaters.
Clasen war seit dem 9. Oktober 1956 mit Gisela Frieda geb. Stöck verheiratet. Die Eheschließung fand im Standesamt Düsseldorf-Mitte statt. Walter Hans Clasen starb am 24. September 1979 um 00:40 Uhr im Krankenhaus Spandau im Kladower Damm 221 im Alter von 56 Jahren. Er wohnte zuletzt in der Koenigsallee 47 in Berlin 33.

## Filmografie
- 1955: Held in unserer Zeit
- 1955: Ein Volksfeind
- 1956: Der Hexer
- 1956: Schmutzige Hände
- 1956: Möwen über Sorrent
- 1956: Das Dorf in der Heide
- 1957: Die Kraft und die Herrlichkeit
- 1957: Der Geisterzug
- 1957: Das heiße Herz
- 1958: Geschwader Fledermaus
- 1960: … und noch frech dazu!
- 1960: Gäste auf Woodcastle
- 1960: Die Dame in der schwarzen Robe
- 1961: Streife 4 meldet …
- 1962: Lockende Tiefe
- 1962: Mit Musik kommt alles wieder
- 1963: Besuch am Nachmittag
- 1963: Stiftungsfest der Fleißigen Biene
- 1964: Mode-Cocktail (TV-Serie, drei Folgen)
- 1964: Anruf aus Zürich
- 1964: Sie schreiben mit (TV-Serie, Folge: Piet und der Delphin)
- 1964: Abenteuerliche Geschichten (TV-Reihe, zwei Folgen)
- 1965: Die schönste Reise der Welt
- 1965: Unser Pauker (TV-Serie, eine Folge)
- 1967: Cliff Dexter (TV-Serie, eine Folge)
- 1968: Sein Traum vom Grand Prix (Serie)
- 1968: Ich bin ein Elefant, Madame
- 1968: Das Ferienschiff (Serie)
- 1970: Einkreisung eines dicken Mannes
- 1970: Die seltsamen Methoden des Franz Josef Wanninger: Schlamperei ist Gold wert
- 1971: Liebesmarkt in Dänemark
- 1971: Mr. Tingling stellt ein
- 1972: Die Pulvermänner (TV-Serie, eine Folge)
- 1973: Tanzstunden-Report
- 1973: Der lange Jammer
- 1977: Es muß nicht immer Kaviar sein (TV-Serie, eine Folge)